# Stara Fužina
Stara Fužina – wieś w Słowenii, w gminie Bohinj. W 2018 roku liczyła 559 mieszkańców.